# 파이핑
파이핑(piping)이란 수리구조물(흙댐, 방조제, 널말뚝 등) 하류단에서 동수경사가 한계를 넘으면 흙이 침식되기 시작하여 결국에 상부 구조물의 붕괴를 일으키는 현상이다. 흙이 침식되면서 유로를 따라 공동이 생기면서 유로가 더 짧아지고, 동수경사가 점점 더 커진다.
유선망은 수리구조물 하류단 유선 출구에서 가장 촘촘하게 그려지고, 이 부근에서 동수경사가 가장 크다. 따라서 파이핑 현상은 이곳부터 일어난다.

## 안전율
파이핑에 대하여 안전한지 검토하기 위해서는 그림의 파이핑 검토 영역의 상향 침투력 J와 하향 흙무게(전유효하중) W를 비교한다. {\displaystyle i}는 동수경사, Have가 검토 영역 바닥에서 지표면까지의 평균 수두손실, {\displaystyle \gamma _{sub}}가 흙의 수중 단위중량이라고 할 때, 단위폭에 대하여
{\displaystyle {\begin{aligned}J&=iD\gamma _{w}{\frac {1}{2}}D\\&={\frac {H_{ave}}{D}}\gamma _{w}{\frac {1}{2}}D^{2}\\&={\frac {1}{2}}\gamma _{w}DH_{ave}\\\end{aligned}}}
{\displaystyle W={\frac {1}{2}}\gamma _{sub}D^{2}}
파이핑에 대한 안전율 {\displaystyle F_{s}={\frac {W}{J}}={\frac {D\gamma _{sub}}{H_{ave}\gamma _{w}}}}

### 크리프 비(weighted creep ratio)를 이용한 안전 검토
Lane(1935)은 파이핑에 대한 안전율을 검토하는 경험식을 제안하였다.
{\displaystyle CR={\frac {l_{w}}{h_{1}-h_{2}}}}
- lw : 유선이 구조물 아래 지반을 흐르는 최소거리(가중 크리프 거리, weighted creep distance)
- h1 - h2 : 상하류 수두차

lw 계산은 가장 짧은 유선이 45°보다 가파르면 연직거리를 사용하고, 45°보다 완만하면 수평거리 합의 1/3을 취해 유선의 최소거리를 계산한다. 우측 그림에서
{\displaystyle l_{w}=2l_{v}+{\frac {l_{h1}+l_{h2}}{3}}}
계산한 CR이 아래 표의 안전치보다 크면 파이핑에 대해 안전하다.
| 흙의 종류              | CR 안전치 |
| ---------------------- | --------- |
| 아주 잔 모래 또는 실트 | 8.5       |
| 잔 모래                | 7.0       |
| 중간 모래              | 6.0       |
| 굵은 모래              | 5.0       |
| 연약 또는 중간 점토    | 2.0 ~ 3.0 |
| 단단한 점토            | 1.8       |
| 견고한 지반            | 1.6       |

## 같이 보기
- 히빙

## 참고 문헌
- 장병욱; 전우정; 송창섭; 유찬; 임성훈; 김용성 (2010). 《토질역학》. 구미서관. 118-120쪽. ISBN 978-89-8225-697-4.
- 김도열; 김석환; 기완서; 정상국; 이병철 (2009). 《알기쉬운 토질역학》. 구미서관. 158쪽. ISBN 978-89-8225-688-2.
- 박영태 (2019). 〈댐〉. 《토목기사 실기》. 세진사.
- 이인모. 〈투수 시의 유효응력 개념〉. 《토질역학의 원리》 2판. 씨아이알.